# Wydundra charnley
Wydundra charnley är en spindelart som beskrevs av Norman I. Platnick och Baehr 2006. Wydundra charnley ingår i släktet Wydundra och familjen Prodidomidae.
Artens utbredningsområde är Western Australia. Inga underarter finns listade i Catalogue of Life.